# Lysandra oceanus
Lysandra oceanus är en fjärilsart som beskrevs av Johann Andreas Benignus Bergsträsser 1779. Lysandra oceanus ingår i släktet Lysandra och familjen juvelvingar. Inga underarter finns listade i Catalogue of Life.